# Exbucklandia tonkinensis
Exbucklandia tonkinensis är en trollhasselart som först beskrevs av H. Lec., och fick sitt nu gällande namn av Ho Tseng Chang. Exbucklandia tonkinensis ingår i släktet Exbucklandia och familjen trollhasselfamiljen. Inga underarter finns listade i Catalogue of Life.

## Bildgalleri

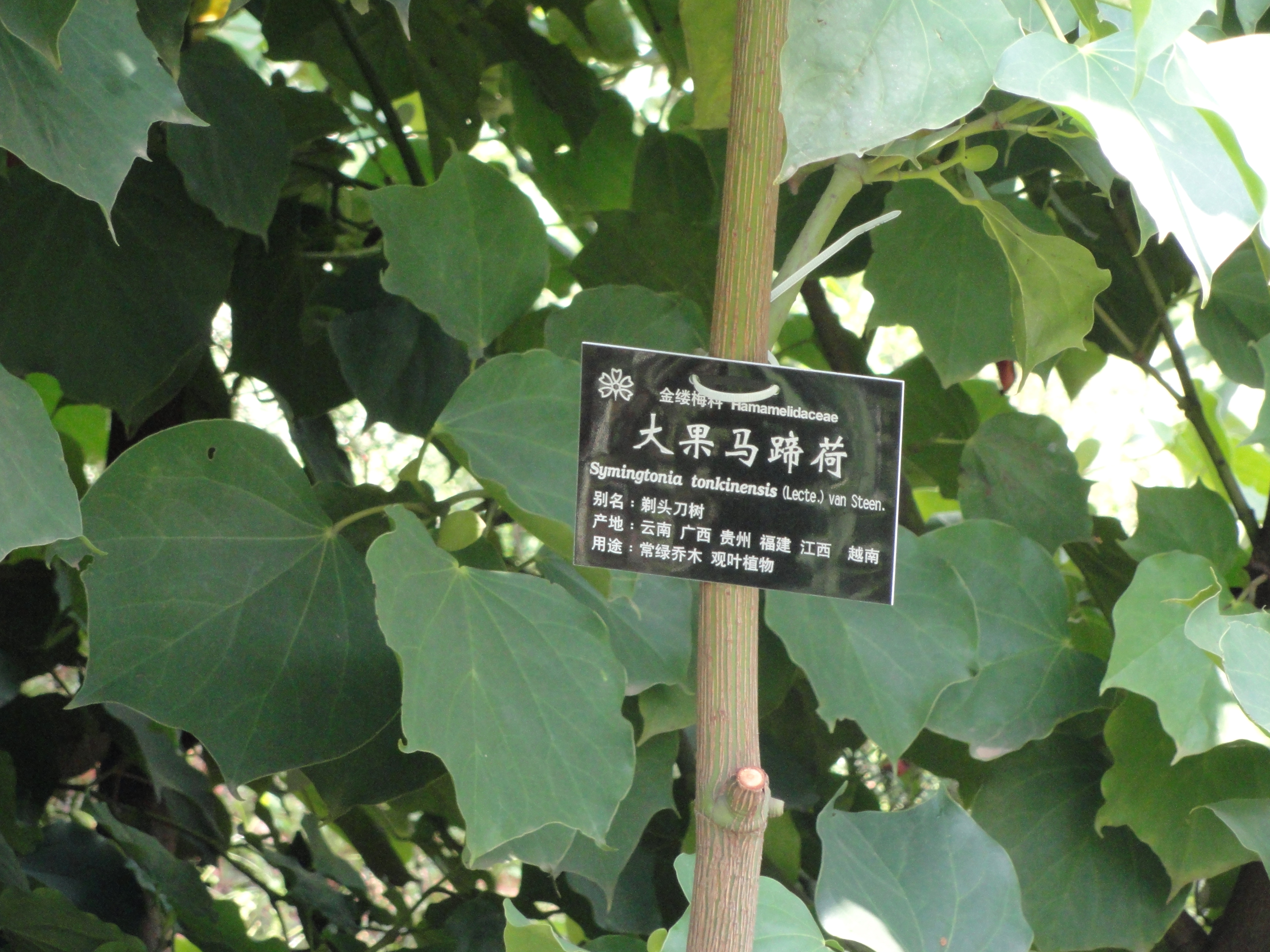
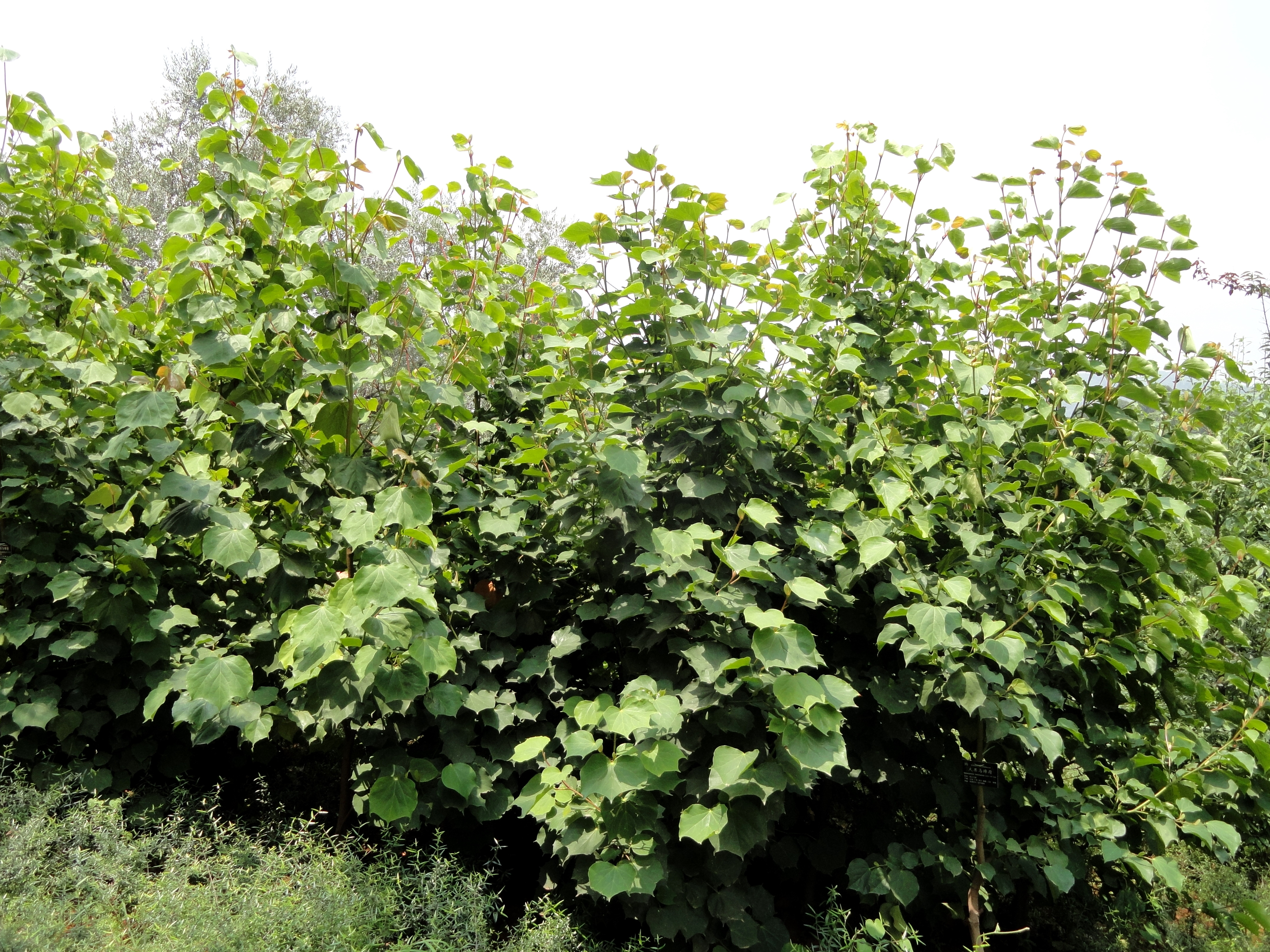
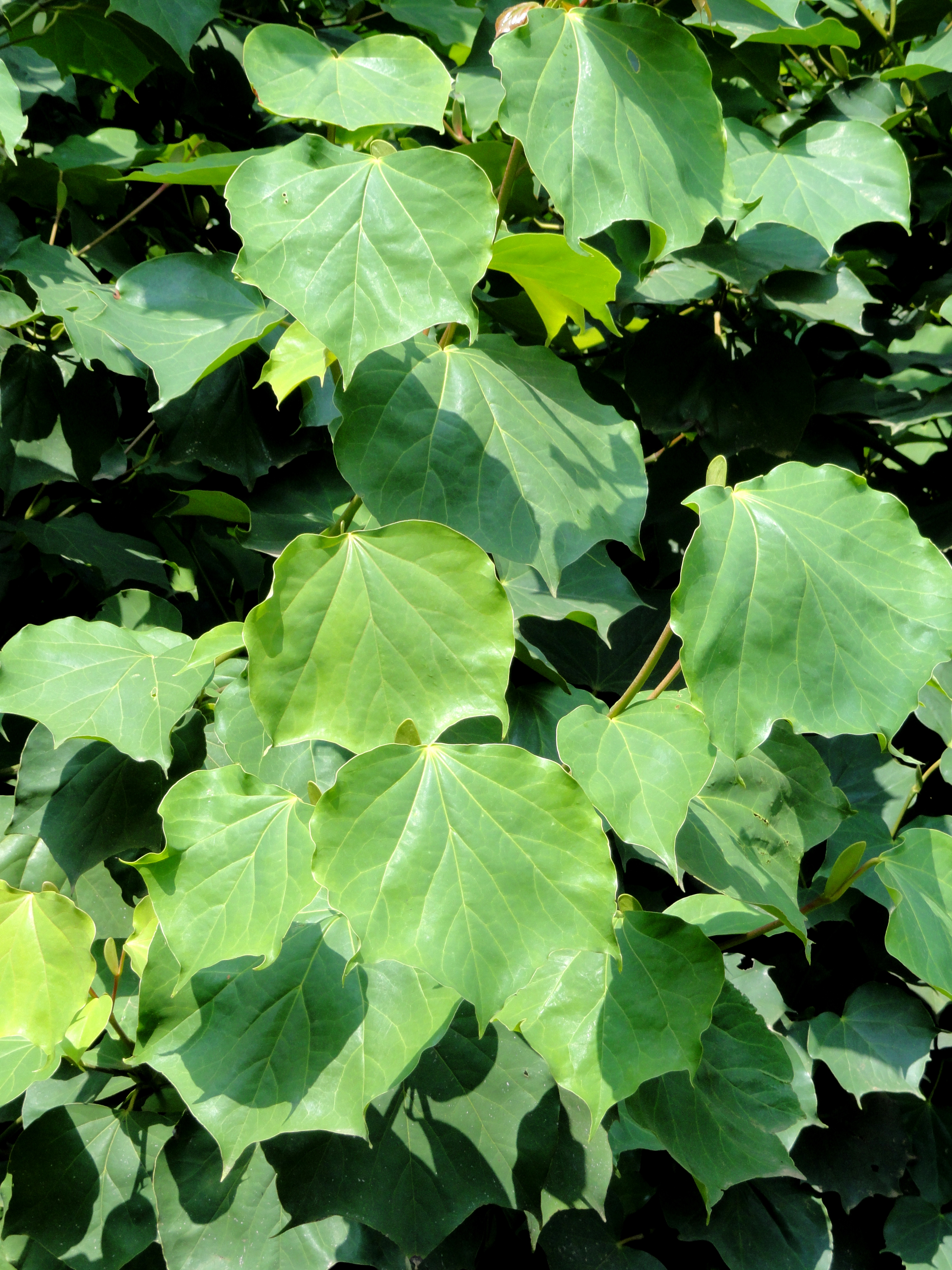
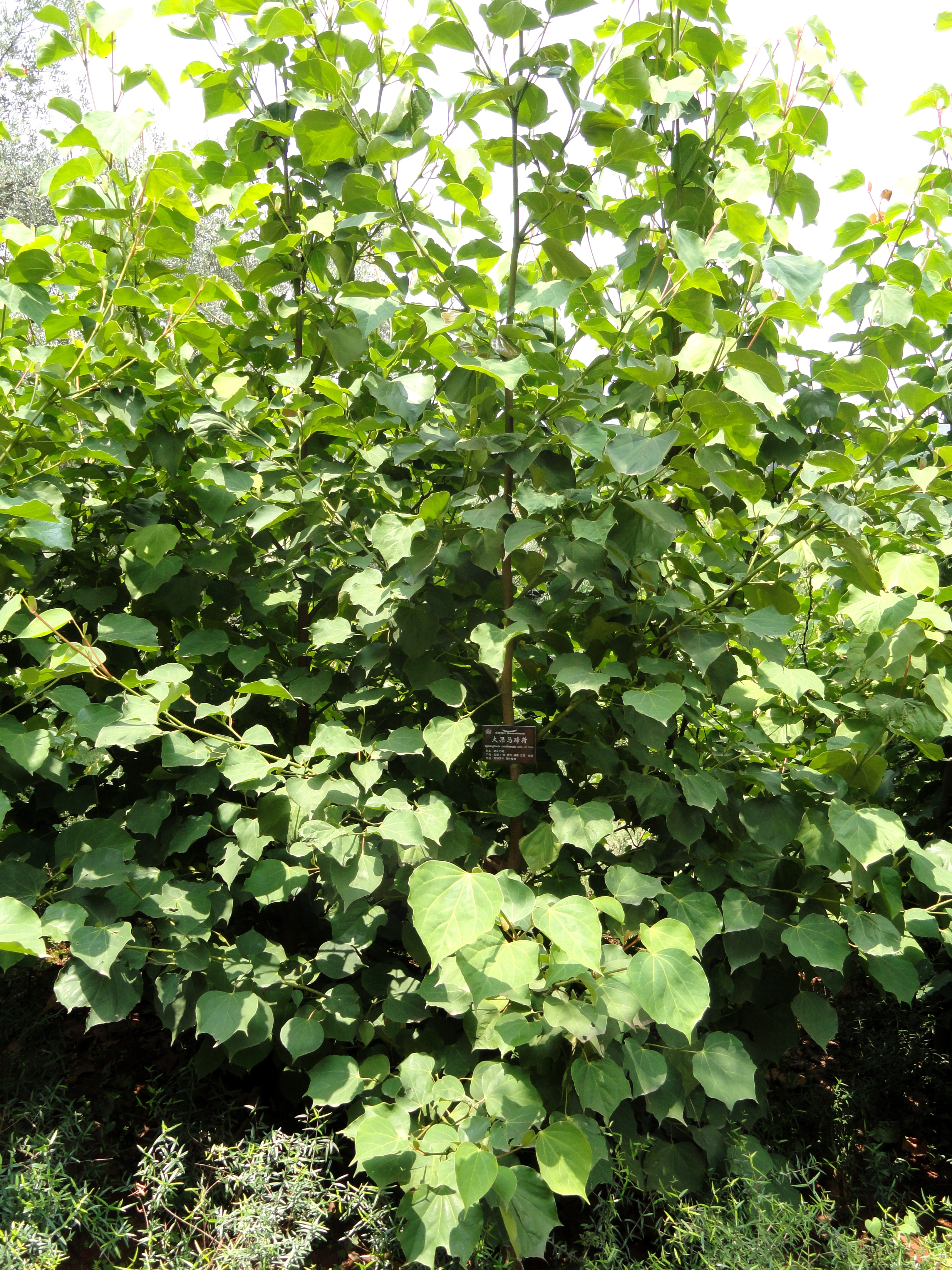